# Kupa na Bălgarija 2011-2012
La Coppa di Bulgaria 2011-2012 è stata la novantesima edizione del torneo. La competizione è iniziata il 19 ottobre 2011 ed è terminata il 16 maggio 2012. Il Ludogorec ha vinto il trofeo per la prima volta.

## Primo turno
Hanno partecipato le 20 squadre di B Profesionalna Futbolna Grupa e 6 delle 9 vincitrici dei campionati dilettantistici regionali; le tre squadre della Zona Nord-Ovest hanno rinunciato a partecipare.

Le partite si sono giocate il 19 e il 20 ottobre 2011.
| Squadra 1                  | Risultato         | Squadra 2          |
| -------------------------- | ----------------- | ------------------ |
| Urvič 1960                 | 0 – 5             | Čavdar Etropole    |
| Pirin Zemen                | 0 – 6             | Ljubimec           |
| Čavdar Bjala Slatina       | 2 – 3             | Dobrudža           |
| Etăr 1924                  | 2 – 1             | Akademik Sofia     |
| Neftohimik Burgas          | 0 – 0 (8 – 7 dtr) | Spartak Varna      |
| Lokomotiv Gorna Orjahovica | 1 – 3             | Septemvri Simitli  |
| Pirin Goce Delčev          | 2 – 0 dts         | Dorostol           |
| Tundža Yambol              | 7 – 0             | Bdin Vidin         |
| Sliven                     | 0 – 1             | Nesebăr            |
| Spartak Pleven             | 2 – 0             | Rakovski 2011      |
| Botev Plovdiv              | 2 – 1             | Maleš Mikrevo      |
| Sportist                   | 3 – 0 dts         | Černomorec Pomorie |
| Čepinec Velingrad          | 0 – 1             | Botev Kozloduj     |

## Sedicesimi di finale
Le partite si sono giocate il 23 e il 24 novembre 2011.
| Squadra 1           | Risultato         | Squadra 2              |
| ------------------- | ----------------- | ---------------------- |
| Botev Kozloduj      | 2 – 2 (7 – 8 dtr) | Septemvri Simitli      |
| Čavdar Etropole     | 0 – 2             | Lokomotiv Plovdiv      |
| Slavia Sofia        | 0 – 1             | CSKA Sofia             |
| Tundža Yambol       | 0 – 0 (4 – 3 dtr) | Montana                |
| Dobrudža            | 1 – 0             | Nesebăr                |
| Pirin Goce Delčev   | 1 – 3             | PSFK Černomorec Burgas |
| Botev Plovdiv       | 1 – 0             | Botev Vraca            |
| Sportist            | 0 – 5             | Liteks Loveč           |
| Kaliakra            | 1 – 1 (4 – 3 dtr) | Lokomotiv Sofia        |
| Spartak Pleven      | 4 – 1             | Ljubimec               |
| Bansko              | 0 – 1             | Levski Sofia           |
| Rakovski 2011       | 1 – 1 (3 – 4 dtr) | Svetkavica             |
| Beroe               | 0 – 1 dts         | Ludogorec              |
| Minjor Pernik       | 1 – 1 (5 – 3 dtr) | Černo More Varna       |
| Etăr 1924           | 2 – 0             | Neftohimik Burgas      |
| Vereja Stara Zagora | 1 – 4             | Slivniški Geroj        |

## Ottavi di finale
Le partite si sono giocate il 3 e il 4 dicembre 2011.
| Squadra 1         | Risultato | Squadra 2              |
| ----------------- | --------- | ---------------------- |
| Etăr 1924         | 0 – 3     | Levski Sofia           |
| Septemvri Simitli | 3 – 0     | Slivniški Geroj        |
| Tundža Yambol     | 0 – 3     | Minjor Pernik          |
| Dobrudža          | 0 – 4     | Lokomotiv Plovdiv      |
| Ludogorec         | 5 – 1     | Svetkavica             |
| Spartak Pleven    | 0 – 3     | CSKA Sofia             |
| Liteks Loveč      | 5 – 0     | Kaliakra               |
| Botev Plovdiv     | 2 – 1     | PSFK Černomorec Burgas |

## Quarti di finale
Le partite si sono giocate il 14 e il 15 marzo 2012.
| Squadra 1         | Risultato   | Squadra 2     |
| ----------------- | ----------- | ------------- |
| Liteks Loveč      | 2 – 0       | Minjor Pernik |
| Botev Plovdiv     | 0 – 3       | Ludogorec     |
| Septemvri Simitli | 2 – 1       | CSKA Sofia    |
| Lokomotiv Plovdiv | 2 – 1 (dts) | Levski Sofia  |

## Semifinali
Le partite si sono giocate l'11 aprile 2012.
| Squadra 1         | Risultato | Squadra 2         |
| ----------------- | --------- | ----------------- |
| Septemvri Simitli | 1 – 4     | Ludogorec         |
| Liteks Loveč      | 0 – 1     | Lokomotiv Plovdiv |

## Finale
| Arbitro: | Stanislav Todorov |

|            |           |                     |
| Dakson 18’ | Marcatori | 72’, 79’ Marcelinho |